# 沙盧嫩
沙卢嫩（德語：Schalunen）是瑞士伯恩州的一个旧市镇，总面积为1.4平方千米，截至2011年12月总人口为359人。2014年1月1日，沙卢嫩与邻近的6个市镇并入市镇弗勞布倫嫩。